# Leone Brancaleone
Pour les articles homonymes, voir Brancaleone (homonymie).
Leone Brancaleone (né à Rome, Italie, et mort vers 25 août 1230) est un cardinal italien de l'Église catholique du XIIIe siècle, nommé par le pape Innocent III. Il est membre de l'ordre des chanoines réguliers de S. Frediano da Lucca.

## Biographie
Le pape Innocent III le crée cardinal lors du consistoire de décembre 1200. Le cardinal Brancaleone est légat apostolique en Bulgarie, où il couronne l'empereur Kalojan, légat en Allemagne et en Saxe, où, avec le cardinal Ugolino dei conti di Segni, il réconcilie Otton de Saxe et Philippe de Souabe. Il est aussi légat en Hongrie.
Le cardinal Branceleone participe à l'élection de Honorius II en 1214 et à l'élection de Grégoire IX  en 1227. Il est un ami intime de François d'Assise, le fondateur des franciscains.